# أتوا (أرواح)
أتوا (بالإنجليزية: Atua)‏ الأتوا روح جد بولينيزيا، الذي يقدس كما يقدس الإله. وآلهة الأسرة يقال لها الأتوا أيضا. إنهم يعبدون كما تعبد الآلهة، ولكنهم لا يحظون بالتبجيل. يمكنهم الطيران والعيش في الأشجار مثل الطيور. والأتوا يشار إليهم باعتبارهم «شعب العالم الآخر» Nuku-mai-Tore.